# Tour de l'Éperon
La tour de l'Éperon est un immeuble de grande hauteur (IGH) situé dans le quartier du Colombier à Rennes.
Il s'agit du deuxième gratte-ciel le plus élevé de Rennes après la tour Les Horizons et d'une hauteur de 91,97 m.
Cet immeuble résidentiel a été construit en 1975 par l'architecte Louis Arretche lors de l'importante opération d'aménagement du quartier Colombier situé en centre-ville de Rennes.
Cet ensemble se compose de deux tours jumelles accolées (hauteur du toit à 76,48 m et 87,22 m pour la plus haute). Elle comporte deux niveaux de parking, d'un rez-de-chaussée haut, de trente étages avec balcon et de deux niveaux techniques. Chaque appartement (à l'exception des studios) dispose d'au moins un petit balcon mais ne se succèdent pas au même niveau. Ils sont articulés de façon dynamique, jusqu'à transformation des façades en jeux volumétriques abstraits où alternent l'ombre et la lumière.

## Différentes vues

Tour de l'Éperon et la dalle du Colombier.
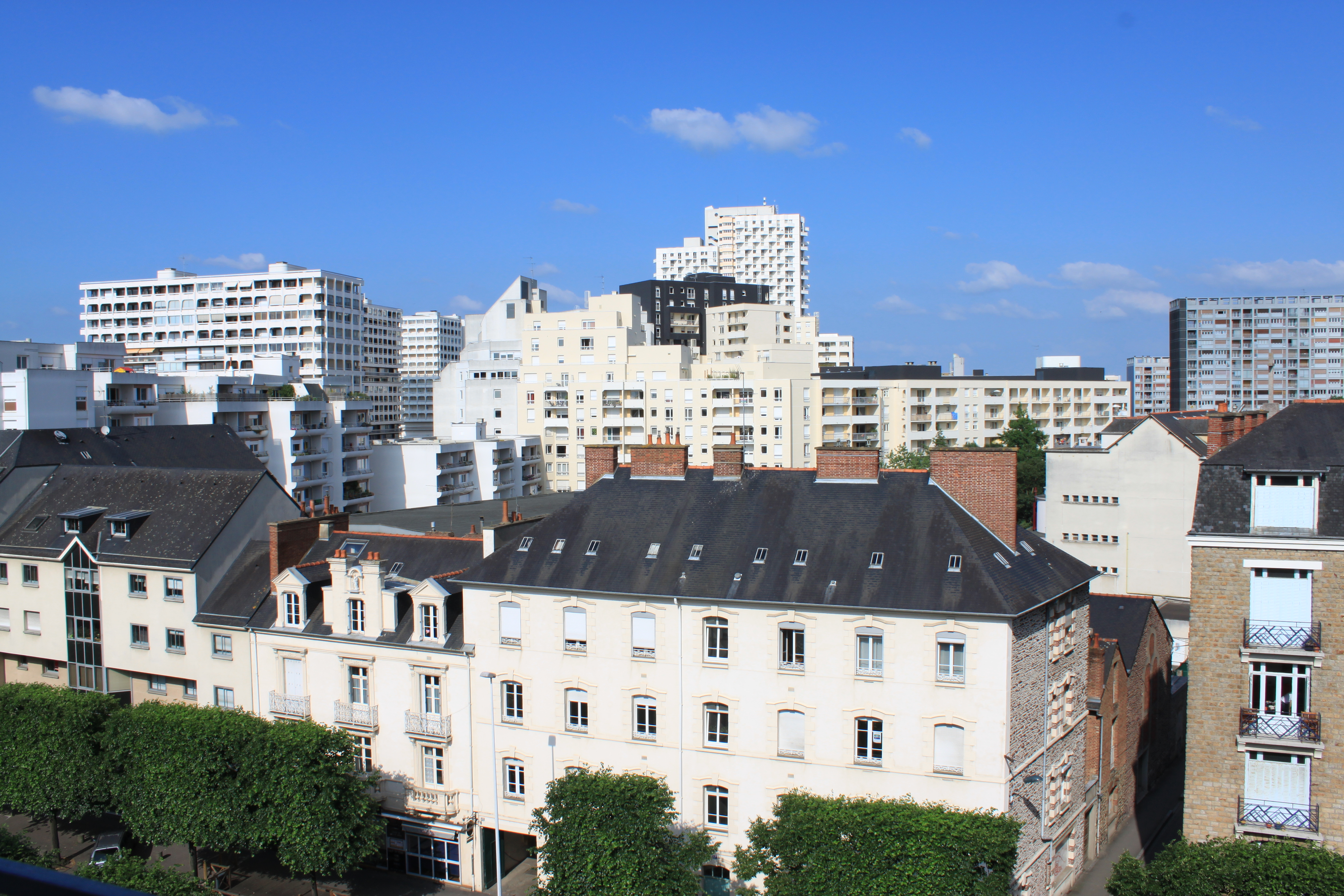
Tour de l'Éperon et le quartier Colombier vue du boulevard de la Tour d'Auvergne.
Façade de la tour de l'Éperon.
Jeux volumétriques des balcons.